# Ral·li de Finlàndia

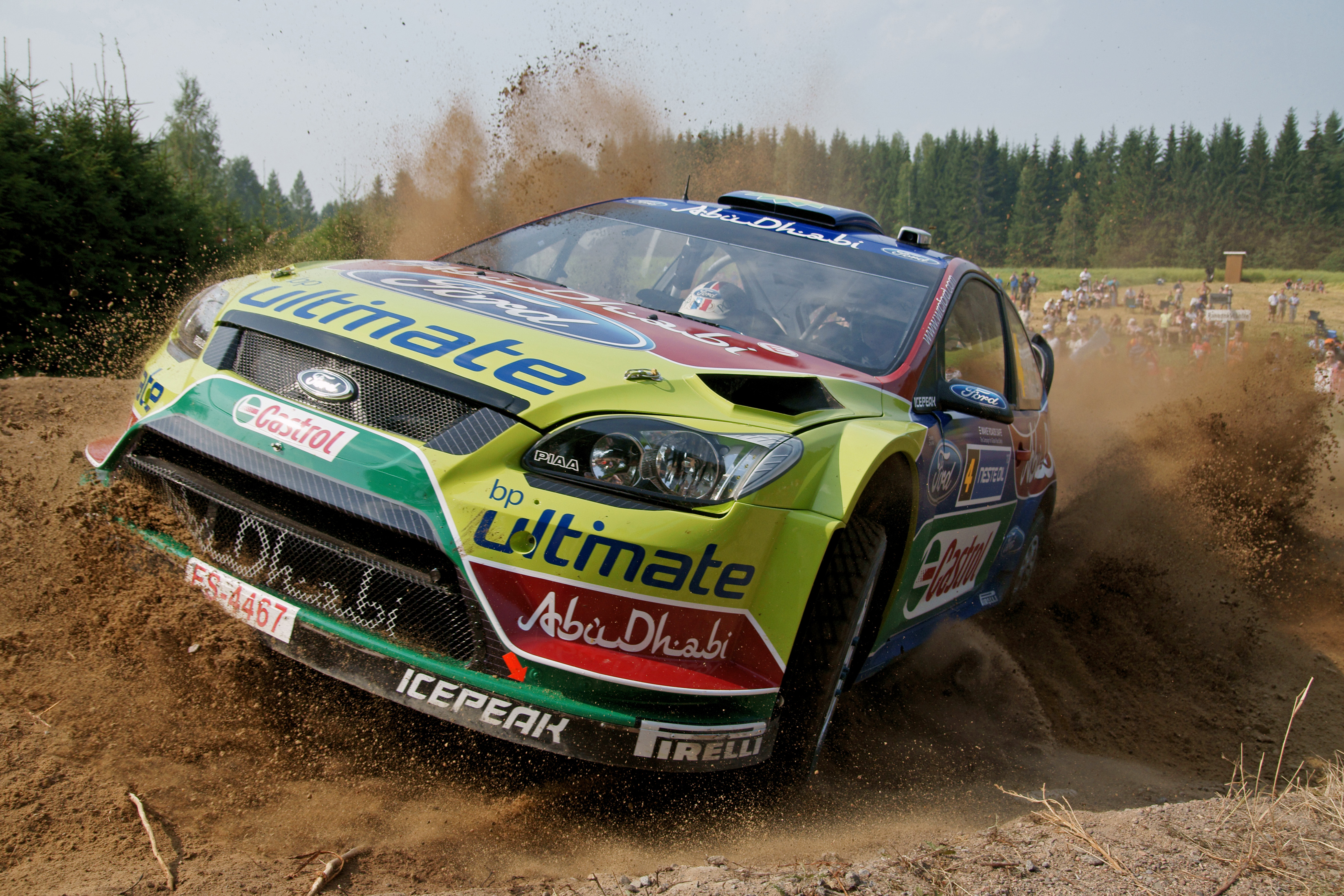
Jari-Matti Latvala, guanyador del Neste Oil Rally Finland 2010, conduint el seu Ford Focus RS WRC 09 a Muurame.

El Ral·li de Finlàndia (oficialment, Neste Oil Rally Finland), conegut antigament com a Ral·li dels 1.000 Llacs (1000 Lakes Rally), és una històrica prova del Campionat Mundial de Ral·lis de la Federació Internacional d'Automobilisme (FIA). Té la seu a la ciutat de Jyväskylä, al centre de Finlàndia. És conegut pels seus espectaculars salts i la velocitat que agafen els cotxes quan hi passen, essent-ne l'etapa més famosa la d'Ouninpohja (el tram d'aquesta etapa es va haver de modificar l'any 2005, quan Petter Solberg va superar el límit de velocitat permès per la FIA, 130 km/h).
La prova s'organitza sempre durant el mes d'agost, assegurant així l'absència de neu i que els dies conten amb més hores de sol. S'utilitzen amplis camins de grava fina, similars a la terra batuda del tennis. El traçat és molt lineal, bordejant llacs i entre multitud de coníferes.
Es sol competir a velocitats molt altes i destaca pels constants canvis de rasant i salts, on els vehicles poden arribar a pràcticament 10 metres d'alçada a més de 150 km/h.
És un dels pocs ral·lis on els aficionats paguen una entrada per gaudir del ral·li.
El Ral·li de Finlàndia ha estat tradicionalment dominat per pilots escandinaus i fins a 1989 únicament finlandesos i suecs havien guanyat la prova, essent Carlos Sainz qui tronca aquest fet amb la seva victòria l'any 1990 amb un Toyota Celica.
Durant la dècada de 1990, Tommi Mäkinen guanyà en cinc ocasions consecutives el ral·li entre 1994 i 1998. L'altre pilot que ha aconseguit més victòries de forma consecutiva ha estat Marcus Grönholm, qui guanyà la prova tres vegades seguides entre 2000 i 2002, mentre que posteriorment ho faria en quatre ocasions consecutives entre 2004 i 2007.
Els pilots amb major nombre de victòries són, precisament, Marcus Grönholm i Hannu Mikkola, amb set victòries cadascú. Seguidament trobem Markku Alén amb sis victòries, Tommi Mäkinen amb cinc victòries i Timo Mäkinen amb quatre victòries. Els pilots no nòrdic amb major nombre de victòries són Sébastien Loeb i Ott Tänak amb tres victòries cadascú.

## Guanyadors
A 12 d'agost de 2025
| Any  | Edició                              | Pilot              | Copilot            | Cotxe                           | Camp.          |
| ---- | ----------------------------------- | ------------------ | ------------------ | ------------------------------- | -------------- |
| 1951 | 1st 1000 Lakes Rally                | Arvo Karlsson      | Vilho Mattila      | Austin Atlantic                 |                |
| 1952 | 2nd 1000 Lakes Rally                | Eino Elo           | Kai Nuortila       | Peugeot 203                     |                |
| 1953 | 3rd 1000 Lakes Rally                | Vilho Hietanen     | Olof Hixén         | Allard                          |                |
| 1954 | 4th 1000 Lakes Rally                | Osmo Kalpala       | Eino Kalpala       | Dyna Panhard                    |                |
| 1955 | 5th 1000 Lakes Rally                | Eino Elo           | Kai Nuortila       | Peugeot 403                     |                |
| 1956 | 6th 1000 Lakes Rally                | Osmo Kalpala       | Eino Kalpala       | DKW Donau                       |                |
| 1957 | 7th 1000 Lakes Rally                | Erik Carlsson      | Mario Pavoni       | Saab 93                         |                |
| 1958 | 8th 1000 Lakes Rally                | Osmo Kalpala       | Eino Kalpala       | Alfa Romeo Giulietta TI         |                |
| 1959 | 9th 1000 Lakes Rally                | Gunnar Callbo      | Väinö Nurmimaa     | Volvo PV 544                    |                |
| 1960 | 10th 1000 Lakes Rally               | Carl-Otto Bremer   | Juhani Lampi       | Saab 96                         |                |
| 1961 | 11th 1000 Lakes Rally               | Rauno Aaltonen     | Väinö Nurmimaa     | Mercedes-Benz                   |                |
| 1962 | 12th 1000 Lakes Rally               | Pauli Toivonen     | Jaakko Kallio      | Citroën DS 19                   |                |
| 1963 | 13th 1000 Lakes Rally               | Simo Lampinen      | Jyrki Ahava        | Saab 96 Sport                   |                |
| 1964 | 14th 1000 Lakes Rally               | Simo Lampinen      | Jyrki Ahava        | Saab 96 Sport                   |                |
| 1965 | 15th 1000 Lakes Rally               | Timo Mäkinen       | Pekka Keskitalo    | BMC Cooper S                    |                |
| 1966 | 16th 1000 Lakes Rally               | Timo Mäkinen       | Pekka Keskitalo    | Morris Cooper                   |                |
| 1967 | 17th 1000 Lakes Rally               | Timo Mäkinen       | Pekka Keskitalo    | BMC Cooper S                    |                |
| 1968 | 18th 1000 Lakes Rally               | Hannu Mikkola      | Anssi Järvi        | Ford Escort Twin Cam            |                |
| 1969 | 19th 1000 Lakes Rally               | Hannu Mikkola      | Anssi Järvi        | Ford Escort Twin Cam            |                |
| 1970 | 20th 1000 Lakes Rally               | Hannu Mikkola      | Gunnar Palm        | Ford Escort Twin Cam            |                |
| 1971 | 21st 1000 Lakes Rally               | Stig Blomqvist     | Arne Hertz         | Saab 96 V4                      |                |
| 1972 | 22nd 1000 Lakes Rally               | Simo Lampinen      | Klaus Sohlberg     | Saab 96 V4                      |                |
| 1973 | 23rd 1000 Lakes Rally               | Timo Mäkinen       | Henry Liddon       | Ford Escort RS 1600             | WRC            |
| 1974 | 24th 1000 Lakes Rally               | Hannu Mikkola      | John Davenport     | Ford Escort RS 1600             | WRC            |
| 1975 | 25th 1000 Lakes Rally               | Hannu Mikkola      | Atso Aho           | Toyota Corolla                  | WRC            |
| 1976 | 26th 1000 Lakes Rally               | Markku Alén        | Ilkka Kivimäki     | Fiat 131 Abarth                 | WRC            |
| 1977 | 27th 1000 Lakes Rally               | Kyösti Hämäläinen  | Martti Tiukkanen   | Ford Escort RS 1800             | WRC            |
| 1978 | 28th 1000 Lakes Rally               | Markku Alén        | Ilkka Kivimäki     | Fiat 131 Abarth                 | WRC            |
| 1979 | 29th 1000 Lakes Rally               | Markku Alén        | Ilkka Kivimäki     | Fiat 131 Abarth                 | WRC            |
| 1980 | 30th 1000 Lakes Rally               | Markku Alén        | Ilkka Kivimäki     | Fiat 131 Abarth                 | WRC            |
| 1981 | 31st 1000 Lakes Rally               | Ari Vatanen        | David Richards     | Ford Escort RS 1800             | WRC            |
| 1982 | 32nd 1000 Lakes Rally               | Hannu Mikkola      | Arne Hertz         | Audi Quattro                    | WRC            |
| 1983 | 33rd 1000 Lakes Rally               | Hannu Mikkola      | Arne Hertz         | Audi Quattro A2                 | WRC            |
| 1984 | 34th 1000 Lakes Rally               | Ari Vatanen        | Terry Harryman     | Peugeot 205 T16                 | WRC            |
| 1985 | 35th 1000 Lakes Rally               | Timo Salonen       | Seppo Harjanne     | Peugeot 205 T16                 | WRC            |
| 1986 | 36th 1000 Lakes Rally               | Timo Salonen       | Seppo Harjanne     | Peugeot 205 T16                 | WRC            |
| 1987 | 37th 1000 Lakes Rally               | Markku Alén        | Ilkka Kivimäki     | Lancia Delta HF 4WD             | WRC            |
| 1988 | 38th 1000 Lakes Rally               | Markku Alén        | Ilkka Kivimäki     | Lancia Delta Integrale          | WRC            |
| 1989 | 39th 1000 Lakes Rally               | Mikael Ericsson    | Claes Billstam     | Mitsubishi Galant VR-4          | WRC            |
| 1990 | 40th 1000 Lakes Rally               | Carlos Sainz       | Luis Moya          | Toyota Celica GT-4 (ST165)      | WRC            |
| 1991 | 41st 1000 Lakes Rally               | Juha Kankkunen     | Juha Piironen      | Lancia Delta HF Integrale       | WRC            |
| 1992 | 42nd 1000 Lakes Rally               | Didier Auriol      | Bernard Occelli    | Lancia Delta HF Integrale       | WRC            |
| 1993 | 43rd 1000 Lakes Rally               | Juha Kankkunen     | Denis Giraudet     | Toyota Celica Turbo 4WD         | WRC            |
| 1994 | 44th Neste 1000 Lakes Rally         | Tommi Mäkinen      | Seppo Harjanne     | Ford Escort RS Cosworth         | WRC            |
| 1995 | 45th Neste 1000 Lakes Rally         | Tommi Mäkinen      | Seppo Harjanne     | Mitsubishi Lancer Evolution III | C2L            |
| 1996 | 46th Neste 1000 Lakes Rally         | Tommi Mäkinen      | Seppo Harjanne     | Mitsubishi Lancer Evolution III | WRC            |
| 1997 | 47th Neste Rally Finland            | Tommi Mäkinen      | Seppo Harjanne     | Mitsubishi Lancer Evolution IV  | WRC            |
| 1998 | 48th Neste Rally Finland            | Tommi Mäkinen      | Risto Mannisenmäki | Mitsubishi Lancer Evolution V   | WRC            |
| 1999 | 49th Neste Rally Finland            | Juha Kankkunen     | Juha Repo          | Subaru Impreza S5 WRC'99        | WRC            |
| 2000 | 50th Neste Rally Finland            | Marcus Grönholm    | Timo Rautiainen    | Peugeot 206 WRC                 | WRC            |
| 2001 | 51st Neste Rally Finland            | Marcus Grönholm    | Timo Rautiainen    | Peugeot 206 WRC                 | WRC            |
| 2002 | 52nd Neste Rally Finland            | Marcus Grönholm    | Timo Rautiainen    | Peugeot 206 WRC                 | WRC            |
| 2003 | 53rd Neste Rally Finland            | Markko Märtin      | Michael Park       | Ford Focus RS WRC 03            | WRC            |
| 2004 | 54th Neste Rally Finland            | Marcus Grönholm    | Timo Rautiainen    | Peugeot 307 WRC                 | WRC            |
| 2005 | 55th Neste Rally Finland            | Marcus Grönholm    | Timo Rautiainen    | Peugeot 307 WRC                 | WRC            |
| 2006 | 56th Neste Rally Finland            | Marcus Grönholm    | Timo Rautiainen    | Ford Focus RS WRC'06            | WRC            |
| 2007 | 57th Neste Oil Rally Finland        | Marcus Grönholm    | Timo Rautiainen    | Ford Focus RS WRC'07            | WRC            |
| 2008 | 58th Neste Oil Rally Finland        | Sébastien Loeb     | Daniel Elena       | Citroën C4 WRC                  | WRC            |
| 2009 | 59th Neste Oil Rally Finland        | Mikko Hirvonen     | Jarmo Lehtinen     | Ford Focus WRC                  | WRC            |
| 2010 | 60th Neste Oil Rally Finland        | Jari-Matti Latvala | Miikka Anttila     | Ford Focus RS WRC'09            | WRC            |
| 2011 | 61st Neste Oil Rally Finland        | Sebastien Loeb     | Daniel Elena       | Citroën DS3 WRC                 | WRC            |
| 2012 | 62nd Neste Oil Rally Finland        | Sebastien Loeb     | Daniel Elena       | Citroën DS3 WRC                 | WRC            |
| 2013 | 63rd Neste Oil Rally Finland        | Sebastien Ogier    | Julien Ingrassia   | Volkswagen Polo R WRC           | WRC            |
| 2014 | 64th Neste Oil Rally Finland        | Jari-Matti Latvala | Miikka Anttila     | Volkswagen Polo R WRC           | WRC            |
| 2015 | 65th Neste Oil Rally Finland        | Jari-Matti Latvala | Miikka Anttila     | Volkswagen Polo R WRC           | WRC            |
| 2016 | 66th Neste Oil Rally Finland        | Kris Meeke         | Paul Nagle         | Citroën DS3 WRC                 | WRC            |
| 2017 | 67th Neste Oil Rally Finland        | Esapekka Lappi     | Janne Ferm         | Toyota Yaris WRC                | WRC            |
| 2018 | 68th Neste Oil Rally Finland        | Ott Tänak          | Martin Järveoja    | Toyota Yaris WRC                | WRC            |
| 2019 | 69th Neste Oil Rally Finland        | Ott Tänak          | Martin Järveoja    | Toyota Yaris WRC                | WRC            |
| 2020 | Edició suspesa                      | Edició suspesa     | Edició suspesa     | Edició suspesa                  | Edició suspesa |
| 2021 | 70th Neste Oil Rally Finland        | Elfyn Evans        | Scott Martin       | Toyota Yaris WRC                | WRC            |
| 2022 | 71th Secto Automotive Rally Finland | Ott Tänak          | Martin Järveoja    | Hyundai i20 N Rally1            | WRC            |
| 2023 | 72th Secto Rally Finland            | Elfyn Evans        | Scott Martin       | Toyota Yaris Rally1             | WRC            |
| 2024 | 73th Secto Rally Finland            | Sebastien Ogier    | Vincent Landais    | Toyota Yaris Rally1             | WRC            |
| 2025 | 74th Secto Rally Finland            | Kalle Rovanperä    | Jonne Halttunen    | Toyota Yaris Rally1             | WRC            |